# Bobby Hewitson
Bobby Hewitson, kanadski hokejski sodnik, * 23. januar 1892, Toronto, Ontario, Kanada, † 9. januar 1969.
Hewitson je bil prvi skrbnik Hokejskega hrama slavnih lige NHL v Torontu, Ontario, Kanada. Od 1920 do 1934 je deloval kot sodnik v ligi NHL. Leta 1963 so ga zaradi njegovih zaslug v hokeju na ledu pod kategorijo sodnikov sprejeli v Hokejski hram slavnih lige NHL. 

## Kariera
Hewitson je obiskoval šolo Jesseja Ketchuma v Torontu, ki je bila znana zaradi mnogih športnikov, ki jih je proizvedla. Igral je lacrosse in nogomet in leta 1913 osvojil prvenstvi v obeh športih. Čez nekaj let je igralsko kariero zanemaril za kariero sodnika v hokeju na ledu, lacrossu in nogometu. Podnevi je delal kot urednik za časnik Toronto Evening Telegram, ponoči pa je sodil na nogometnem igrišču ali na ledeni ploskvi. Z delom urednika je nadaljeval do leta 1957.
Do 1920 je bil Hewitson najbolj spoštovan sodnik lige NHL. Poznan je bil tudi kot "The Little Guy" ("Mali mož") in "Pony Referee" ("Sodnik-poni"), kar je bilo pripisati njegovi telesni karakteristiki, saj je bil visok samo 1,63 m. 12. novembra 1931 je sodil na prvi tekmi v dvorani Maple Leaf Gardens. Leta 1934 je končal svojo sodniško kariero in začel z delom na radiu, kjer je popestril odmore med tretjinami prenosov tekem moštva Toronto Maple Leafs.
Leta 1922 je Hewitson postal predsednik Kanadske ragbi zveze. Na položaju je ostal skoraj četrt stoletja. Ko se je upokojil od vseh dolžnosti leta 1957, je postal skrbnik Športnega hrama slavnih in kmalu zatem še Hokejskega hrama slavnih lige NHL. Sam je bil vanj sprejet leta 1963.
Umrl je leta 1969. 